# Hjallese Gymnastikforening Odense Håndbold
Lo Hjallese Gymnastikforening Odense Håndbold è una squadra di pallamano maschile danese con sede a Odense.

È stata fondata nel 1935.

## Palmarès

### Titoli nazionali
- Campionato danese: 13
  - 1938-39, 1939-40, 1940-41, 1942-43, 1945-46, 1946-47, 1955-56, 1959-60, 1965-66, 1966-67
  - 1967-68, 1968-69, 1969-70.